# Kick the bucket.
To kick the bucket (укр. відповідник "врізати дуба") - це англійська ідіома, яка вважається евфемістичним, неформальним або сленговим терміном, що означає "померти".  Її походження залишається незрозумілим, хоча існує кілька теорій.

## Теорії походження
Найпоширеніша теорія полягає в тому, що ідіома стосується повішення як способу страти або самогубства. Однак справжнє походження ідіоми є предметом суперечок. Вперше вираз з'явився вСловнику вульгарної мови (1785),  де він визначається як "померти"[1]. У сленговому словнику Джона Бадкока 1823 року дається таке пояснення: "Один Болсовер, повісившись на балці, стоячи на відрі, відштовхнув цю посудину, щоб зазирнути у майбутнє, і з того моменту з ним все було скінчено: Finis".
Теорія, яку підтримує OED, стосується альтернативного визначення відра як балки або ярма, яке можна використовувати для підвішування або перенесення речей.   «Відро» може означати балку, на якій підвішують забитих свиней.Тварини можуть боротися на відрі, звідси і вислів.  Слово "bucket" і сьогодні може використовуватися для позначення такої балки в норфолкському діалекті .  Вважається, що це визначення походить від французького слова trébuchet або buque , що означає «баланс».   Вільям Шекспір використав це слово в цьому значенні у своїй п’єсі «Генріх IV», частина II, де Фальстаф каже: 
Швидше, ніж той, хто накидається на відро з пивом.— William Shakespeare, Henry IV, Part II
Після смерті, коли тіло було покладене... з церкви приносили відро зі свяченою водою і ставили до ніг покійника. Коли приходили друзі помолитися... вони кропили тіло свяченою водою... Неважко зрозуміти, звідки з'явилася така приказка, як "бити ногами по відру". Багато інших пояснень цієї приказки дають люди, які не знайомі з католицьким звичаєм— The Right Reverend Abbot Horne, Relics of Popery
Крім того, у момент смерті людина розгинає ноги ( іспанська Estirar la pata означає «померти») і тому може вдарити ногою відро, яке там стоїть.
Ще одна теорія намагається вивести приказку за межі її першого використання в 16 столітті, посилаючись на латинське прислів'я Capra Scyria, про козу, яка, як кажуть, перекидає відро після того, як її подоять (920 рік в "Адагії" Еразма). Таким чином, за багатообіцяючим початком слідує поганий кінець, або, як висловився Андреа Альчіато у латинському вірші, що супроводжує малюнок у своїх "Емблемах" (1524): "Оскільки ти зіпсував свій прекрасний початок ганебним кінцем і перетворив своє служіння на шкоду, ти зробив те, що робить коза, коли б'є копитом відро з молоком і розтринькує власне багатство".

## Американські варіації
Свого часу американський та карибський вислів «kickeraboo» пояснювали як спотворену версію «kick the bucket». Вираз походить від назви американської балади про менестрелів середини 19-го століття, яка закінчувалася словами «Massa Death bring one bag and we Kickeraboo».  Однак зараз вважається, що воно могло походити від місцевого слова однієї з західноафриканських креольських мов. Вираз "kek(e)rebu" вперше зафіксований у 1721 році зі значенням "померти" у мові кріо в Сьєрра-Леоне. Ще раніше слово "Kickativoo" зафіксоване в Гані (тоді відомій як Золоте або Невільниче узбережжя). У 1680 році воно означало перекидання каное, але також мало значення "померти". 
Якою б не була мова афроамериканців у 19-му столітті, у 20-му столітті вони використовували ідіому "kick the bucket". Воно зустрічається в джазовій класиці Old Man Mose, записаній Луї Армстронгом у США в 1935 році, а у Вест-Індії фігурує в назві реггі-хіта "Long Shot kick de bucket", записаного групою The Pioneers у 1969 році. В останньому випадку в пісні йдеться про смерть коня.
In North America, a variation of the idiom is "kick off".  Близьким за значенням є вираз "hand in one's dinner pail" - відро, в якому міститься обід робітника.  Інший варіант, «bucket list», список бажань, які потрібно зробити перед смертю, походить від «to kick the bucket». 
- Список виразів, пов'язаних зі смертю